# Газоємність гірських порід
Газоємність гірських порід (рос.газоемкость горных пород, англ. gas content of rock, gas-bearing capacity of rock; нім. Gasaufnahmevermögen von Gesteinen n pl) – характеристика здатності гірських порід поглинати гази. Оцінюється об'ємним вмістом газів в одиниці об'єму або маси породи.